# Anne-Marie Fellinger
Anne-Marie Fellinger (1969), partijloos, is sinds 22 mei 2025 burgemeester van de gemeente Montferland.
- International Standard Name Identifier: 0000 0003 9340 9018
- Nederlandse Thesaurus van Auteursnamen: 126666296
- Virtual International Authority File: 1688161211937240070009